# إدوارد أ. بيرك
إدوارد أ. بيرك هو سياسي أمريكي، ولد في 13 سبتمبر 1839 في لويفيل في الولايات المتحدة، وتوفي في 24 سبتمبر 1928 في تيغوسيغالبا في هندوراس. نشط حزبياً في الحزب الديمقراطي.